# جی رابینوویتز
جی رابینوویتز (انگلیسی: Jay Rabinowitz) تدوین‌گر اهل ایالات متحده آمریکا است.

## فیلم‌شناسی
- ۱۹۹۱: شب روی زمین
- ۱۹۹۲: Last Supper (رابرت فرانک)
- ۱۹۹۳: Clean, Shaven
- ۱۹۹۳: When Pigs Fly (سارا درایور)
- ۱۹۹۴: جیمی هالیوود
- ۱۹۹۵: مرد مرده
- ۱۹۹۶: شب مادر
- ۱۹۹۷: سال اسب
- ۱۹۹۷: رنج
- ۱۹۹۳–۱۹۹۸: Homicide: Life on the Street (مجموعه تلویزیونی)
- ۱۹۹۹: گوست داگ: سلوک سامورایی
- ۲۰۰۰: مرثیه‌ای بر یک رؤیا
- ۲۰۰۱: Big Bad Love
- ۲۰۰۲: ۸ مایل
- ۲۰۰۲: Bomb the System
- ۲۰۰۳: قهوه و سیگار
- ۲۰۰۴: همسران استپفورد
- ۲۰۰۵: Dawn Anna (فیلم تلویزیونی)
- ۲۰۰۵: گل‌های پرپر
- ۲۰۰۶: چشمه
- ۲۰۰۷: سلاح‌ها
- ۲۰۰۷: من آنجا نیستم
- ۲۰۰۸: Explicit Ills
- ۲۰۰۹: مرزهای کنترل
- ۲۰۰۹: زنان بدون مردان
- ۲۰۱۱: اداره تعدیل
- ۲۰۱۱: درخت زندگی
- ۲۰۱۱: Rampart
- ۲۰۱۴: گلاب
- ۲۰۱۶: Junction ۴۸
- ۲۰۱۶: Codes of Conduct (مجموعه تلویزیونی)
- ۲۰۱۷: The New Radical
- ۲۰۱۸: پسر پاک شد